# Lista de dinossauros do Brasil

Esta é uma lista de dinossauros cujos fósseis foram encontrados no Brasil. A paleontologia, estudo sistemático dos dinossauros e outros fósseis, teve início no Brasil com o dinamarquês Peter Wilhelm Lund, que explorou diversas cavernas na região de Lagoa Santa, Minas Gerais, no século XIX, encontrando diversos fósseis de mamíferos.

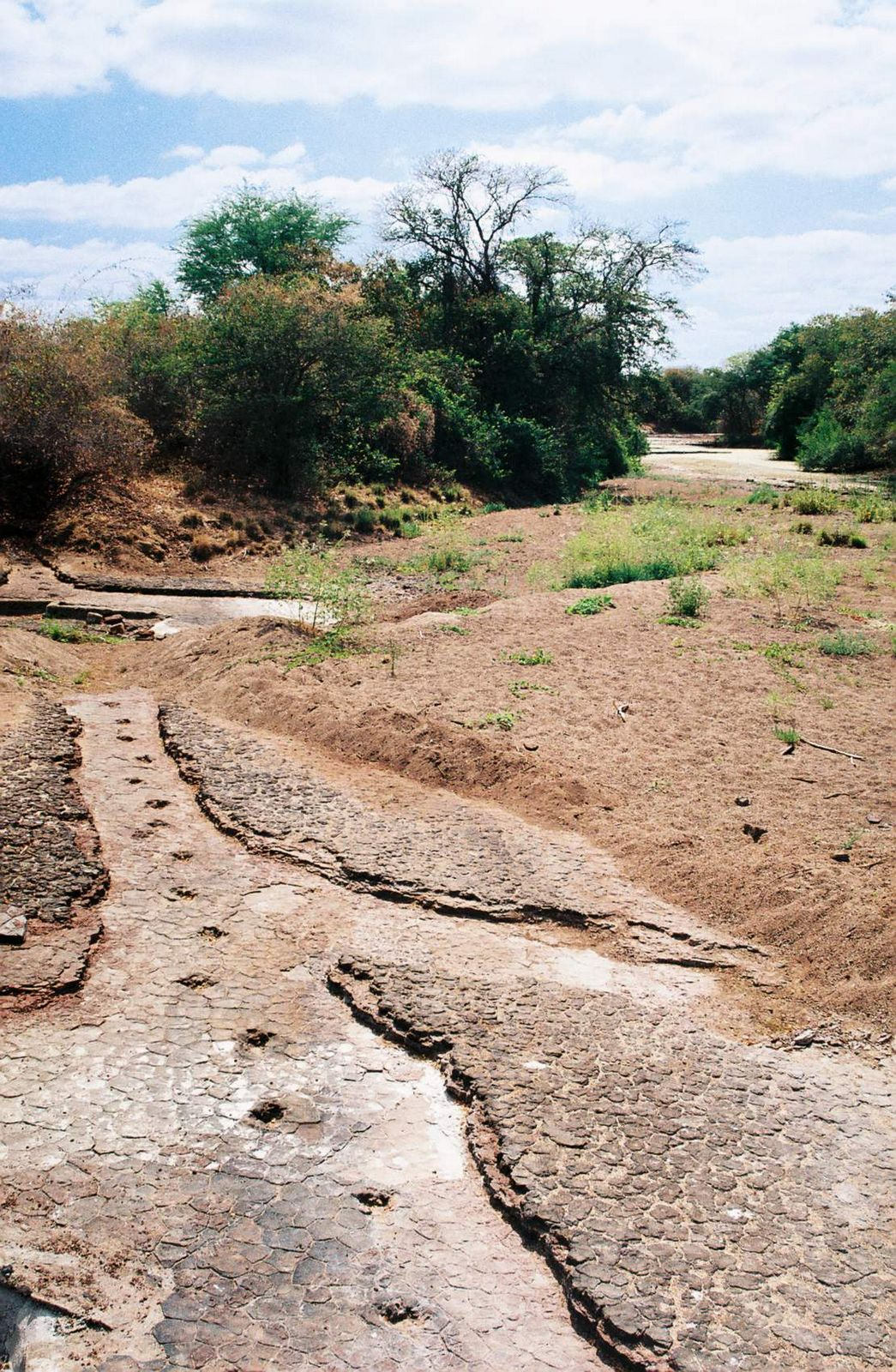
Trilha de um carnossauro no Vale dos Dinossauros.

O primeiro fóssil de dinossauros no Brasil, entretanto, foi encontrado na década de 1930 pelo gaúcho Llewellyn Ivor Price, que estudou áreas em Peirópolis, Minas Gerais, e no Rio Grande do Sul.
Em 1958, foi fundada, no Rio de Janeiro, a Sociedade Brasileira de Paleontologia. Nos anos 1970, o italiano Giuseppe Leonardi deu impulso ao estudo dos icnofósseis (pegadas, vestígios, etc.), a partir de achados na região de Araraquara, São Paulo.
Na década de 1980, passaram a ser registrados casos de comércio ilegal de fósseis, em especial na Chapada do Araripe. Dentro os principais destinos dos fósseis, estão museus na Alemanha e Estados Unidos, países onde tal comércio é legal.
Em 2013, a Polícia Federal fez uma apreensão de mais de 3 mil peças, na Operação Munique. O fósseis, vindos da região do Crato, no Ceará, e que seriam contrabandeados para a Alemanha, foram destinados à USP.
Pouco se divulga sobre dinossauros brasileiros na mídia popular, seja em filmes, documentários, jogos ou outros.[carece de fontes?] Contudo, diversos dinossauros do Cretáceo brasileiro aparecem na obra de ficção-científica Realidade Oculta.[carece de fontes?]

## Lista
Atualmente a lista conta com 57 gêneros.
| Gênero                                                     | Período                                | Dieta[11]    | Notas | Imagem                                                                         |  |
| ---------------------------------------------------------- | -------------------------------------- | ------------ | --- | ------------------------------------------------------------------------------ |  |
| Gênero similar a Abelisaurus (Abelissauro)                 | 94 - 84 MA. Cretáceo                   | Carnívoro    | Os Abelisaurus são um dos membros Abelisauridae mais famosos. Inclusive, na Formação Marilia em São Paulo existem registros de que esse Abelisaurídeo caminhou por essa região, mas pelos registros serem fragmentários, não existe uma confirmação definitiva. |                                                                                |  |
| Tietasaura (gênero Ornithopoda)                            | Periodo Cretáceo (130 milhões de anos) | Herbivora    | A Tietasaura é um dinossauro da família Ornithopoda do período Cretáceo, esse Dinossauro foi descoberto em 1906 por estrangeiros e foi levado a o Museu de História Natural de Londres onde só em 2024 ele foi estudado por Brasileiros e trazido de volta ao Brasil.[carece de fontes?] |                                                                                |  |
| Adamantisaurus                                             | 93 - 70 MA. Cretáceo Superior          | Herbívoro    | O Lagarto de Adamantina, é mais um Gênero de dinossauro Titanosaurídeo Brasileiro. |                                                                                |  |
| Itapeuasaurus                                              | 100 - 95 MA. Cretáceo                  | Herbívoro    | O Itapeussauro é um dos mais antigos dinossauros saurópodes do Brasil, tendo vivido durante o início do período Cretáceo, sendo um réptil herbívoro, com pescoço e cauda longos, antigo morador do que seria no futuro o estado do Maranhão. |                                                                                |  |
| Aeolosaurus                                                | 83 - 74 MA. Cretáceo                   | Herbívoro    | O Aeolosaurus é um Saurópode Titanosaurídeo Brasileiro e Argentino, seu nome significa "Lagarto Senhor dos Ventos" pois na região em que seus fósseis foram encontrados, na Argentina, constantemente era afetado por fortes rajadas de Vento. |                                                                                |  |
| Amazonssauro                                               | 110 Ma. Cretáceo                       | Herbívoro    | O Amazonsaurus é um Gênero de Dinossauro Rebbachisaurídeo do Cretáceo Inferior no Maranhão, sendo o primeiro dinossauro a ser encontrado na Amazônia Legal. |                                                                                |  |
| Antarctossauro                                             | 89 - 86 MA. Cretáceo                   | Herbívoro    | Um Saurópode Titanosaurídeo de proporções gigantes, curiosamente, os primeiros fósseis desse animal foram encontrados na Antártida. |                                                                                |  |
| Gnathovorax                                                | 233 Ma. Triássico                      | Carnívoro    | Gnathovorax (Em Latim: "maxilares inclinados a devorar") é um gênero de dinossauro saurísquio herrerassaurídeo da Formação Santa Maria no Rio Grande do Sul, Brasil. A espécie-tipo, e única até então, é Gnathovorax cabreirai. |                                                                                |  |
| Aratassauro                                                | 115 - 110 MA. Cretáceo                 | Carnívoro    | O Aratasaurus é um dos Terópodes Brasileiros e também um Celurossauro. |                                                                                |  |
| Farlowichnus                                               | 135 MA. Cretáceo                       | Carnívoro    | Farlowichnus é um icnogênero de pegadas de pequenos dinossauros terópodes . Inclui uma única espécie, F. rapidus , conhecida a partir de pegadas encontradas na Formação Botucatu, no Cretáceo Inferior , no Brasil. | Imagem de um "Vespersaurus" acredita-se ser um parente próximo do Farlowichnus |  |
| Austroposeidon                                             | 85 - 66 MA. Cretáceo                   | Herbívoro    | Considerado o maior Dinossauro Brasileiro, o Austroposeidon era um Titanosaurídeo de porte grande. Provavelmente esse Saurópode conseguiu presenciar a grande extinção do final do Cretáceo. |                                                                                |  |
| Baurutitan                                                 | 70 - 66 MA. Cretáceo                   | Herbívoro    | Saurópode Titanosaurídeo de Minas Gerais. |                                                                                |  |
| Brasilotitan                                               | 89 - 86 MA. Cretáceo                   | Herbívoro    | Gênero de Titanosaurídeo de Cretáceo Superior, o gigante de Presidente Prudente. |                                                                                |  |
| Caieiria                                                   | 72 - 66 MA. Cretáceo                   | Herbívoro    | O Caieiria foi um dinossauro descrito em 2022, quando estudos no Trigonossauro revelaram que ele era, na verdade, formado por partes do Baurutitan e outro titanossauro desconhecido. Este desconhecido era diferente o suficiente pra ser revisto e batizado como Caieiria. |                                                                                |  |
| Buriolestes                                                | 233 MA. Triássico                      | Carnívoro    | Buriolestes é considerado atualmente o sauropodomorfo mais basal e juntamente com outras espécies da Formação Santa Maria, é um dos dinossauros mais antigos do mundo. |                                                                                |  |
| "Teyuwasu"?                                                | 223 MA. Triássico                      | Carnívoro    | Devido à curta descrição e uma análise filogenética é incompleta, muitas dúvidas se é um verdadeiro dinossauro, e o colocá entre os seus antepassados próximos. |                                                                                |  |
| Gênero similar a Carcharodontosaurus (Carcarondontossauro) | 110 - 95 MA.Cretáceo                   | Carnívoro    | Existem registros fragmentários de Carcharodontosauria na Formação Alcântara, Maranhão, Formação Açu e em São Paulo, mas pelos registros serem fragmentados, não existe confirmação direta de que de fato viveram por aqui. |                                                                                |  |
| "Sousatitan"?                                              | 136 MA. Cretáceo                       | Herbívoro    | É um apelido dado a uma fíbula de titanossauro, identificada em 2016 no interior da Paraíba, no Vale dos Dinossauros. Até o momento foi descoberta apenas esta fíbula fossilizada, datada de 136 milhões de anos. |                                                                                |  |
| Bagualosaurus                                              | 230 MA. Triássico                      | Herbívoro    | Bagualosaurus é um dinossauro sauropodomorfo encontrado na Formação Santa Maria (Sequência Candelária), no sul do Brasil, que pertence ao estágio Carniano do Período Triássico. |                                                                                |  |
| Tiamat                                                     | 113 - 93 MA. Cretáceo                  | Herbívoro    | Tiamat (em homenagem à deusa mítica da Mesopotâmia Tiamat) é um gênero extinto de dinossauro saurópode titanossauro da Formação Açu do Cretáceo 'médio' do Brasil, descoberto e catalogado em 2024[1]. O gênero contém uma única espécie, T. valdecii, conhecida por diversas vértebras caudais. |                                                                                |  |
| Erythrovenator                                             | 233 MA. Triássico                      | Carnívoro    | Erythrovenator é um gênero de dinossauros terópodes basais do Triássico Superior do Rio Grande do Sul, Brasil. |                                                                                |  |
| Gênero similar a Elaphrosaurus (Elafrossauro)              | 100 - 95 MA. Cretáceo                  | Onívoro      | Apesar de existir registros desse animal no que hoje é o Maranhão, não existe confirmação precisa de que esse gênero de dinossauro viveu pelo Brasil, já que os registros desse são fragmentários. |                                                                                |  |
| Gondwanatitan                                              | 70 MA. Cretáceo                        | Herbívoro    | Considerado o menor Saurópode Brasileiro. |                                                                                |  |
| Arrudatitan                                                | 86 - 66 MA. Cretáceo                   | Herbívoro    | Arrudatitan foi um dinossauro saurópode que habitou o território brasileiro durante o final do Cretáceo. Inicialmente, ele foi incluído como uma nova espécie de Aeolossauro, junto a outros dois dinossauros encontrados na Argentina, porém em 2021 ele foi estabelecido como uma espécie única brasileira.                                                                                          |                                                                                |  |
| Cratoavis                                                  | 125 MA. Cretáceo                       | Insetívoro   | É a ave mais antiga do Brasil, há uma única espécie descrita para o gênero Cratoavis cearensis. Seus restos fósseis foram encontrados na Formação Santana (Membro Crato) em Nova Olinda, no estado do Ceará. |                                                                                |  |
| Guaibassauro                                               | 225 MA. Triássico                      | Herbívoro    | Guaibasaurus foi o segundo dinossauro inequívoco descrito para as rochas do Triássico Sul-Brasileiro. Foi considerado um terópode basal, mas tem sido recuperado como um saurísquio ou sauropodomorfo basal. |                                                                                |  |
| Sacisaurus                                                 | 225 MA. Triássico                      | Herbívoro    | Sacisaurus é um gênero de réptil pré-histórico que viveu na região que hoje corresponde ao sul do Brasil há 225 milhões de anos, no período Triássico. |                                                                                |  |
| Kaririavis                                                 | 115 MA. Cretáceo                       | Insetívoro   | Kaririavis é um gênero extinto de dinossauros ornithuromorphos da Formação Crato do Cretáceo Inferior do Brasil. |                                                                                |  |
| Ubirajara jubatus                                          | 110 MA. Cretáceo                       | Carnívoro    | Ubirajara ("senhor da lança") é um gênero informal de dinossauro de terópode compsognatídeo que viveu durante o começo do período Cretáceo onde hoje é o Brasil. |                                                                                |  |
| Ornitópode similar ao Ouranossauro                         | 85 MA. Cretáceo Inferior               | Herbívoro    | A maior trilha feita por um Dinossauro nas demais Bacias de Sousa, foi feita por um Ornitópode, muito provavelmente similar ao africano Ouranosaurus. Já que curiosamente as pegadas desse Ornitópode em Sousa tem a mesma idade dos fósseis de Ouranosaurus, na África, oque reforça a ideia de dinossauros africanos terem migrado para a América do Sul quando os dois continentes estavam ligados. |                                                                                |  |
| Kurupi                                                     | 70 - 66 MA. Cretáceo                   | Carnívoro    | Até ao momento só uma espécie foi nomeada, Kurupi itaata. O gênero faz alusão ao deus da fertilidade e sexualidade guarani Kurupi, pois o holótipo foi encontrado nos arredores do motel paraíso, lugar destinado para encontros íntimos. |                                                                                |  |
| Irritator                                                  | 110 MA. Cretáceo                       | Carnívoro    | O irritator assim como alguns outros Dinossauros Brasileiros, pertencece a família Spinosauróidea. Vale resaltar que os fósseis desse também foram contrabandeados e levados para fora do Brasil. |                                                                                |  |
| Ypupiara                                                   | 70 MA. Cretáceo                        | Piscívoro    | Ypupiara é um gênero de dinossauros terópodes da família Dromaeosauridae, nativo da formação Serra da Galga, do Cretáceo Superior, há cerca de 70 a 66 milhões de anos. O gênero faz alusão à criatura aquática da mitologia tupi Ypupiara. |                                                                                |  |
| Ibirania                                                   | 80 - 70 MA. Cretáceo                   | Herbívoro    | Ibirania é um gênero de dinossauro titanossauro saltassauríneo da Formação São José do Rio Preto, Cretáceo Superior (Santoniano ao Campaniano) da Bacia Bauru, sudeste do Brasil. |                                                                                |  |
| Macrocollum                                                | 225 MA. Triássico                      | Herbívoro    | O mais antigo registro de um dinossauro de pescoço alongado, ainda que Unaysaurus, que conviveu com Macrocollum possivelmente também apresentava esta característica, porém são necessários mais espécimes para atestar isso. |                                                                                |  |
| Gênero similar a Megaraptor (Megaraptor)                   | 88 MA. Cretáceo                        | Carnívoro    | Os fósseis do dinossauro megaraptor foram encontrados em 2011, durante a construção do Hospital Regional de Uberaba. |                                                                                |  |
| Maxacalissauro                                             | 89 - 86 MA. Cretáceo Superior.         | Herbívoro    | Considerado o segundo maior Saurópode Titanosaurídeo do Brasil. |                                                                                |  |
| Mirischia                                                  | 110 MA. Cretáceo                       | Carnívoro    | Primeiro dinossauro descoberto no Estado de Pernambuco, município de Exu, formação Romualdo. |                                                                                |  |
| Nhandumirim                                                | 233 MA. Triássico                      | Desconhecido | Em sua descrição, Nhandumirim foi considerado um dinossauro saurísquio com possíveis afinidades aos terópodes, porém em uma análise mais recente foi recuperado como um sauropodomorfo próximo de Saturnalia e Chromogisaurus. Uma vez que não se conhece o crânio e mandíbula de Nhandumirim, não é possível saber a alimentação deste animal.                                                        |                                                                                |  |
| Oxalaia                                                    | 110 - 95 MA. Cretáceo                  | Carnívoro    | Em 2023, um artigo lançado deu validade ao gênero Oxalaia, baseado na análise de sua maxila (MN 6119-V), que sugere que a posição de sua narina externa teria sido localizada mais anteriormente, uma condição semelhante à de Irritator e barioniquíneos, diferindo de Spinosaurus.[12] |                                                                                |  |
| Rayosossaurus                                              | 110 MA. Cretáceo                       | Herbívoro    | No Brasil, os fósseis de Rayosossaurus encontrados eram tão fragmentados que não foi possível especificar a espécie a que pertenciam. Por isso, o nome científico é Rayosossaurus sp., pois não se sabe se os fósseis encontrados pertenciam a uma espécie nova ou a uma espécie semelhante à dos argentinos.                                                                                          |                                                                                |  |
| Berthasaura                                                | 80 - 70 MA. Cretáceo                   | Herbívoro    | Berthasaura é um gênero de dinossauros terópodes da família Noasauridae, nativo da formação Goio-Erê, do Cretáceo Inferior, entre o Aptiano e o Albiano. |                                                                                |  |
| Pampadromaeus                                              | 233 MA. Triássico                      | Onívoro      | Foi o primeiro sauropodomorfo descrito na nova onda de descobertas de dinossauros nas rochas do Triássico Sul-Brasileiro neta década. |                                                                                |  |
| Picnonemossauro                                            | 94 - 84 MA. Cretáceo Superior          | Carnívoro    | O picnonemossauro é considerado por alguns o maior membro da família Abelisauridae, sendo um dos maiores Terópodes descritos no Brasil. |                                                                                |  |
| Santanaraptor                                              | 110 MA. Cretáceo                       | Carnívoro    | O Santanaraptor foi o causador de uma grande discussão, um dos Dinossauros mais bem preservados do Mundo, com tegumentos e tecidos moles preservados. Além de ser um dos Dinossauros mais bem preservados, é o único Tyrannosauróide formalmente descrito no Brasil. |                                                                                |  |
| Saturnália                                                 | 233 MA. Triássico                      | Faunívoro    | Foi o terceiro dinossauro inequívoco descrito para as rochas do Triássico Sul-Brasileiro e foi, por muito tempo, o único Sauropodomorpho reconhecido para o estágio Carniano do Triássico. |                                                                                |  |
| Espinosauróideo similar a Sigilmassasaurus                 | 110 - 95 MA. Cretáceo                  | Carnívoro    | O Sigilmassasaurus é um Spinosauróideo Africano, cujo existem supostos registros desses na Ilha do Cajual, no Maranhão. O Sigilmassasaurus é considerado por alguns pesquisadores como um sinônimo de Spinosaurus assim como o Oxalaia. |                                                                                |  |
| Espinosaurídeo similar ao espinossauro                     | 110 - 95 MA. Cretáceo                  | Carnívoro    | É conhecido por ser o maior Terópode do Mundo já descrito. Existem registros baseados em dentes no Maranhão e Ceará, mas justamente por se tratarem de dentes, não podemos saber se de fato viveram por aqui ou um gênero similar. |                                                                                |  |
| Estauricossauro                                            | 233 MA. Triássico                      | Carnívoro    | Foi o primeiro dinossauro escavado na América do Sul em 1937 e foi o primeiro dinossauro inequívoco descrito para o Triássico Sul-Brasileiro. |                                                                                |  |
| Spectrovenator                                             | 125 MA. Cretáceo                       | Carnívoro    | Spectrovenator ("Caçador fantasma") é um gênero de terópodes abelissaurídeos que viveu no Cretáceo inferior onde hoje é o Brasil. |                                                                                |  |
| Tapuiassauro                                               | 125 MA. Cretáceo                       | Herbívoro    | Crânio quase completo (raro entre os titanosauros) foi encontrado no espécime. |                                                                                |  |
| Thanos simonattoi                                          | 89 - 86 MA. Cretáceo                   | Carnívoro    | Um dos Dinossauros com nome mais curioso, seu nome foi uma clara homenagem ao personagem da Marvel, o supervilão Thanos. |                                                                                |  |
| Trigonossauro                                              | 70 - 66 MA. Cretáceo                   | Herbívoro    | Saurópode Titanosaurídeo de Minas Gerais. |                                                                                |  |
| Triunfossauro                                              | 132 - 129 MA. Cretáceo                 | Herbívoro    | Saurópode Titanosaurídeo de Pernambuco. |                                                                                |  |
| Uberabatitan                                               | 70 - 66 MA. Cretáceo                   | Herbívoro    | Um dos maiores Saurópodes do Brasil, conhecido lá de Uberaba, em Minas Gerais. |                                                                                |  |
| Unaissauro                                                 | 225 MA. Triássico                      | Herbívoro    | Foi o quarto dinossauro inequívoco descrito para as rochas do Triássico Sul-Brasileiro. |                                                                                |  |
| Vesperssauro                                               | 87 - 75 MA. Cretáceo                   | Carnívoro    | Primeiro dinossauro descrito no estado do Paraná. |                                                                                |  |